# 사지 가즈나리

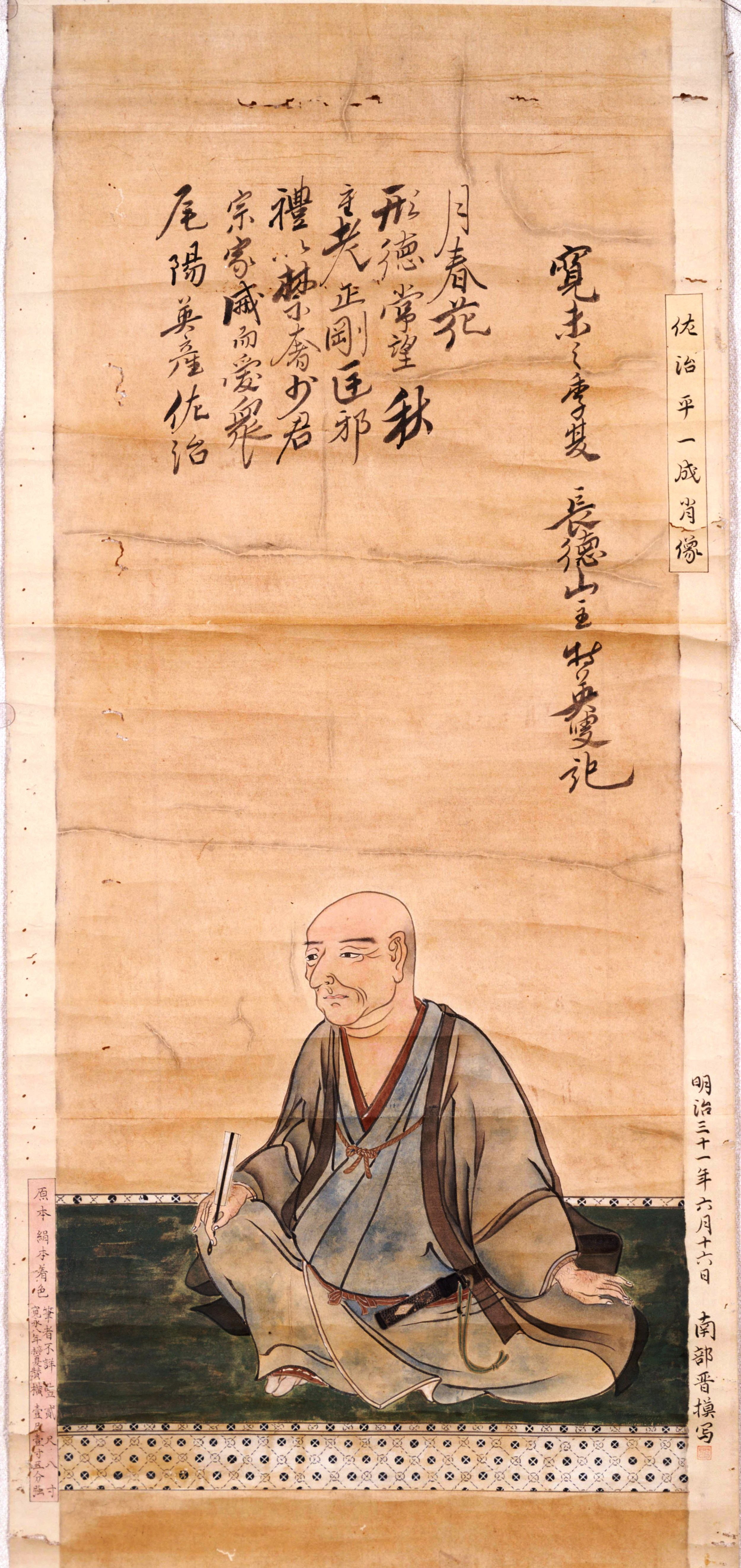
사지 가즈나리

사지 가즈나리(佐治一成)는 센고쿠 시대부터 에도 시대 전기의 무장이다. 오다 가문의 가신. 사지 노부카타(佐治信方)의 적장자. 어머니는 오다 노부나가(織田信長)의 여동생 이누(犬).